# Francesca Menarini
Francesca Menarini (Bologna, 18 febbraio 1964) è un'imprenditrice e dirigente sportiva italiana, presidente del Bologna dal 2008 al 2010.

## Biografia
Figlia primogenita del geom. Renzo Menarini, noto imprenditore edile bolognese.  Lavora da sempre nell'azienda di famiglia, l'impresa edile Cogei, nella quale ricopre ruoli manageriali.

### La presidenza del Bologna Calcio
Il 13 settembre 2008, avendo la famiglia Menarini acquistato da Alfredo Cazzola il 100% del capitale sociale del Bologna Football Club 1909, ne è diventata presidente, mentre Renzo Menarini ha assunto la carica di amministratore delegato.
È diventata così la terza donna, dopo Rosella Sensi e Flora Viola (entrambe presidenti della Roma), a dirigere una società calcistica di Serie A.
Nel suo primo anno di presidenza la squadra rossoblu, neo promossa in Serie A, ha raggiunto il traguardo preventivato della "salvezza".
Il campionato successivo si è rivelato ugualmente faticoso per la squadra, che comunque si è di nuovo salvata dalla retrocessione.

### Problemi e cessione
Il 21 giugno 2010 Francesca Menarini, insieme al padre, è stata inibita per tre mesi "per aver avuto contatti, nelle loro rispettive qualità, con il Sig. Luciano Moggi, soggetto inibito e comunque non autorizzato, al fine di raggiungere un accordo per il tesseramento del Sig. Ceravolo quale Direttore Sportivo della Società Bologna".
La pesante situazione finanziaria del club, in perenne perdita economica (nonostante gli scarsi risultati sportivi) a causa di un monte salari altissimo frutto dell'ingaggio di giocatori a fine carriera, ha indotto nell'estate del 2010 la famiglia Menarini a cedere l'80% delle azioni del Bologna all'imprenditore sardo Sergio Porcedda, che è passato quindi a ricoprire il ruolo di Presidente del Bologna Calcio.
La vendita si è rivelata incauta a causa della totale insolvenza del nuovo presidente, motivo di una crisi finanziaria che ha portato la società sull'orlo del fallimento.  In questa situazione la famiglia Menarini, ripianate le perdite economiche di propria spettanza, il 23 dicembre 2010 ha ceduto la propria residua quota azionaria alla neonata cordata imprenditoriale "Bologna 2010 spa", uscendo quindi definitivamente dalla gestione societaria.
Il 21 marzo 2011 Francesca Menarini è stata inibita per 2 mesi dalla Commissione Disciplinare Nazionale per irregolarità nel tesseramento di un giocatore della squadra giovanissimi durante la stagione 2009/2010.